# Swarzędz (gromada)
Swarzędz (do 31 XII 1959 Zalasewo) – dawna gromada, czyli najmniejsza jednostka podziału terytorialnego Polskiej Rzeczypospolitej Ludowej w latach 1954–1972.
Gromady, z gromadzkimi radami narodowymi (GRN) jako organami władzy najniższego stopnia na wsi, funkcjonowały od reformy reorganizującej administrację wiejską przeprowadzonej jesienią 1954 do momentu ich zniesienia z dniem 1 stycznia 1973, tym samym wypierając organizację gminną w latach 1954–1972.
Gromadę Swarzędz z siedzibą GRN w mieście Swarzędzu (nie wchodzącym w skład gromady) utworzono 1 stycznia 1960 w powiecie poznańskim w woj. poznańskim w związku z przeniesieniem siedziby GRN gromady Zalasewo z Zalasewa do Swarzędza i zmianą nazwy jednostki na gromada Swarzędz. Równocześnie do nowo utworzonej gromady Swarzędz przyłączono obszar zniesionej gromady Sarbinowo w tymże powiecie.
W 1965 gromada miała 27 członków GRN.
31 grudnia 1971 do gromady Swarzędz włączono miejscowości Bogucin, Gruszczyn, Janikowo, Karłowice, Kobylnica, Uzarzewo, Wierzonka i Wierzenica ze zniesionej gromady Kobylnica w tymże powiecie.
Gromada przetrwała do końca 1972 roku, czyli do kolejnej reformy gminnej. 1 stycznia 1973 w powiecie poznańskim reaktywowano zniesioną w 1954 roku gminę Swarzędz.